# Ultimate Comics: Iron Man
Ultimate Comics: Iron Man — ограниченная серия комиксов, состоящая из 4 выпусков, которую в 2012—2013 годах издавала компания Marvel Comics в рамках Ultimate Marvel. За сценарий отвечал Натан Эдмондсон, а художником выступил Маттео Буффаньи.

## Синопсис
В серии дебютирует Ultimate Мандарин, который здесь представляет собой организацию, а не одинокого суперзлодея.

## Выпуски
| № | Дата выхода     | Оценка на Comic Book Roundup   | Предполагаемый объём продаж (первый месяц) |
| - | --------------- | ------------------------------ | ------------------------------------------ |
| 1 | 17 октября 2012 | 6,5 из 10 на основе 7 рецензий | 27 744, позиция в Северной Америке — 93    |
| 2 | 28 ноября 2012  | 6,8 из 10 на основе 2 рецензий | 20 969, позиция в Северной Америке — 111   |
| 3 | 12 декабря 2012 | 6,4 из 10 на основе 1 рецензии | 18 992, позиция в Северной Америке — 107   |
| 4 | 13 января 2013  | 4,2 из 10 на основе 2 рецензий | 16 967, позиция в Северной Америке — 116   |

## Отзывы
На сайте Comic Book Roundup серия имеет оценку 6 из 10 на основе 12 рецензий. Джесс Шедин из IGN поставил первому выпуску 6,5 балла из 10 и в основном раскритиковал художника, отметив лишь некоторые положительные стороны его работы. Райан К. Линсди из Comic Book Resources положительно отозвался о первом выпуске, но также отметил некоторые проблемы художника.